# Der Weg. Monatshefte zur Kulturpflege und zum Aufbau
Der Weg. Monatshefte zur Kulturpflege und zum Aufbau war eine nach dem Zweiten Weltkrieg in den Jahren von 1947 bis 1957 in Argentinien erscheinende Zeitschrift einer Emigrantenbewegung von deutschsprachigen Nationalsozialisten. Sie trug den spanischen Untertitel El Sendero.

## Geschichte
Die Zeitschrift erschien in Buenos Aires im später verbotenen Dürer-Verlag, spanisch Editorial Dürer. Leiter der Zeitschrift war der ehemalige HJ-Führer Eberhard Fritsch. Politischer Redakteur war drei Jahre lang (etwa 1949 bis 1952) Reinhard Kopps (er schrieb sich selbst Kops). Sein Nachfolger wurde Dieter Vollmer.
Unter ihren nationalistischen oder auch unbeirrt nationalsozialistischen Autoren, auch im Verlag außerhalb der Zeitschrift, fanden sich Johann von Leers (1955–1956 mit einer dreiteiligen Folge unter dem Titel „Reichsverräter“), Gerhard Bohne, Alois Hudal, häufig Hans-Ulrich Rudel, Rudolf Heß, Sven Hedin und Werner Beumelburg.
Der für mörderische Menschenversuche im KZ Auschwitz bekannte KZ-Täter Josef Mengele aus einer süddeutschen Industriellen-Familie (Anhänger- und Landmaschinen-Herstellung) schrieb in der Dezember-Ausgabe 1953 unter dem Tarnnamen „G. Helmuth“ über Die Vererbung als biologischer Vorgang.
Die Zeitschrift wurde auch in Deutschland vertrieben.

## Stil
Einen Eindruck von dem Geist der Publikation vermittelt bspw. die Überschrift „Rosensaft schmiert Bonns Israelhilfe“, ein Artikel zu den Verhandlungen zum Luxemburger Abkommen in der Ausgabe vom 9. September 1952, der zugleich mit dem Namen eines kämpferischen Holocaust-Überlebenden aus dem KZ Bergen-Belsen, Josef Rosensaft, die nationalsozialistische Propaganda vom korrupten Juden transportiert.